# Creedmoor (Carolina del Nord)
Creedmoor è una città degli Stati Uniti d'America situata nella Carolina del Nord, nella Contea di Granville.